# Deribarī herusu
Deribarī herusu (jap. デリバリーヘルス ang. Delivery health) – forma prostytucji w Japonii odnosząca się do usług seksualnych. Różnica między nią a domem publicznym polega na tym, że nie posiada żadnych lokali, a pracujące tam kobiety są wynajmowane (czasami jako „osoba towarzysząca”) za pośrednictwem linii telefonicznych i wysyłane do hotelu lub domu klienta.